# Heroes of the Storm
Heroes of the Storm je videohra žánru MOBA vyvinutá a vydána společností Blizzard Entertainment. Vyšla 2. června 2015 pro osobní počítače s Microsoft Windows a macOS. Hra obsahuje různé hratelné postavy a mapy, jež vychází z franšíz Blizzardu, jako jsou Warcraft, Diablo, StarCraft a Overwatch. Hráči ve hře proti sobě bojují ve dvou pětičlenných týmech, přičemž délka jednoho zápasu se většinou pohybuje okolo 20 minut. Zápas vyhrává tým, kterému se jako prvnímu podaří zničit jádro nepřátelského týmu zvané „King's Core“. Týmy proti sobě hrají na tematicky rozdílných mapách, z nichž každá má odlišný průběh a obsahuje vedlejší objektivy, při jejichž plnění získávají týmy různé výhody, například větší sílu k útoku. Každý z hráčů ovládá jednu postavu, „hrdinu“, jenž má specifické schopnosti a styl hry. Hrdinové se v průběhu zápasu stávají silnějšími sbíráním zkušenostních bodů a odemykáním nových schopností či vylepšováním stávajících.
Heroes of the Storm jsou inspirováni modem Defense of the Ancients, který vytvořila hráčská komunita dle hry Warcraft III: Reign of Chaos. Jedná se o free-to-play titul podporující mikrotransakce, za které lze nakupovat hrdiny a jejich vzhledy, mounty a další kosmetické prvky. Blizzard jej označuje jako „hero brawler“ namísto běžnějšího termínu „multiplayer online battle arena“ (MOBA).
V červenci 2022 společnost Blizzard oznámila, že přestala hru vyvíjet a vydávat k ní aktualizace a rozhodla se ji pouze udržovat v podobě oprav chyb.

## Hratelnost
Každý hráč má ve všech herních režimech k dispozici jednu z 90 hratelných postav, tzv. „hrdinů“, kdy každá z nich má jedinečný design a silné a slabé stránky. Hrdinové jsou rozděleni do šesti samostatných rolí: tank, bruiser, ranged assassin, melee assassin, healer a support. Zpočátku nemají hráči trvale k dispozici všechny hrdiny, mohou si však vybrat ze seznamu hrdinů, kteří jsou volně k použití z týdenní rotace. Použitím herní měny zvané „Gold“ nebo prostřednictvím mikrotransakcí si mohou hrdiny odemknout natrvalo.
Ve hře je obsaženo patnáct tematických map, mezi kterými hra sama vybírá. Ne vždy jsou ke hraní dostupné všechny mapy.
V Heroes of the Storm je též dostupný herní mód Ranked Play, v němž jsou hráči vybíráni do vzájemných zápasů na základě jejich ranku (hodnosti). Hráč získá svůj rank na základě výkonu, který předvede v několika zápasech zvaných Placement Matches. Poté se mu přičítají body za výhry a odečítají body za prohry. Před postupem do vyššího ranku musí vyhrát specifický zápas Promotion Match. Před propadem do horšího ranku jej pak čeká Demotion Match. Hráčův rank se resetuje na konci každé sezóny.

## Vývoj

### Po vydání
Dne 13. prosince 2018 prezident společnosti Blizzard J. Allen Brack a ředitel vývoje Ray Gresko společně oznámili, že se někteří vývojáři pracující na Heroes of the Storm přesunou k jiným projektům a že hra přejde do fáze dlouhodobé podpory. Společnost také oznámila zrušení svých esportových turnajů Heroes Global Championship a Heroes of the Dorm, jejichž první ročníky se konaly v roce 2016, respektive 2015. Členové esportové komunity uvedli, že je oznámení zaskočilo a že jim bylo ještě v roce 2018 na BlizzConu řečeno, že turnaj HGC bude pokračovat. Ve zprávě zveřejněné na oficiálním fóru hry ředitel výroby Kaéo Milker potvrdil, že hra bude nadále dostávat aktualizace a nový obsah, i když pomalejším tempem než dříve.
V červenci 2022 společnost Blizzard oficiálně oznámila, že hra Heroes of the Storm se již nedočká žádných větších aktualizací a že zbývající členové vývojářského týmu ji budou pouze udržovat v podobě oprav chyb.